# X/1106 C1
X/1106 C1,  también conocido como el Gran Cometa de 1106, fue un cometa que apareció el 2 de febrero de 1106 y fue observado durante un período de entre 25 y 70 días, según las fuentes, en todo el mundo. Existen registros de su avistamiento en Japón, Corea, China, Armenia, Oriente Próximo y Europa. Es miembro del grupo de los rasantes del Sol de Kreutz, posiblemente el Subfragmento II. En ese año se volvió a dividir formando otros cometas como el Gran Cometa de 1882, el cometa Ikeya-Seki y el SOHO-620.

## Observaciones
La mayoría de las observaciones coinciden en describir un cometa de gran longitud, con un máximo de en torno a 100º, que emitía una luz muy brillante, siendo visible incluso a pleno día. Con el paso de los días el cometa fue perdiendo fuerza y se fragmentó. Apareció en el suroeste y se dirigía siempre en dirección este con la cola apuntando al noreste.

### Japón
- Dai Nihonshi（大日本史）o Gran Historia de Japón

### China
- Wenxian Tongkao（文獻通考）o Estudio exhaustivo de los documentos, publicado el año 1317.
- Song Shi（宋史）o Historia de los Song (1345).
- Xu Tongjian Gangmu (續通鑒綱目） (1476).

Las tres fuentes dicen que el cometa fue visto en el oeste el 10 de febrero de 1106, con el tamaño de la boca de una taza. Sus rayos se dispersaban en todas las direcciones, como si se hubiera fragmentado. Medía en torno a 60° de longitud y 3º de anchura. La cola apuntaba de forma oblicua hacia el noreste.

### Corea
- Koryo-sa (고려사) o Historia de Koryo (1451)

### Armenia
Una crónica de 1377 dice:
En ese año (23-febrero-1105 / 22-febrero-1106) un horrible, grande y asombroso cometa apareció, asustando a todos los que lo vieron. Tenía una cola que ocupaba gran parte del cielo. Fue el 13 de febrero, en la víspera de la fiesta de la Presentación. Fue visto durante 50 días y su visión asombró a todo el mundo. Su cola era similar al fluir de un río. Nadie había escuchado algo acerca de un fenómeno similar. Los sabios decían que era una señal de un rey, y que ese año debería de nacer un rey que conquistara a toda la humanidad y su reinó se expandiría de mar a mar, como el de Alejandro.

### Oriente Próximo
- Historia Hierosolymitana (1127), una crónica escrita por el francés Fulquerio de Chartres.
- De Significatione Cometarum. Este tratado anónimo dice que el cometa fue avistado en Palestina el 7 de febrero.

Y entre las obras árabes:
- Mir'at al-zaman fi tarikh al-a'yan, del historiador iraquí Sibt Ibn Al-Jawzi (1186)
- Al-Kāmil fī al-tārīkh, o Historia completa de Ibn al-Athir (1233)

### Alemania
- Annales Blandinienses (1292)
- Annales Brunwilarenses (1179), aunque lo data en 1103.
- Annales Elnonenses Majores (1224), aunque lo data en 1105.

### Italia
- Annales Beneventani (1130), datado erróneamente en 1105.
- Annales Cavenses (1316), ídem que el anterior.

### Países Bajos
- Annales Egmundani (1315), curiosamente lo indica en dos observaciones, una en 1106 y otra en 1107.

### Bélgica
- Chronicon sive Chronographia, del belga Sigeberto de Gembloux (1111)

### Francia
- Ex Chronico S. Maxentii (1134)
- Breve Chronicon Sancti Florentii Salmurensis (1236)
- Ex Chronico Remensi (1190)
- Ex Brevi Chronico Fontanellensi (siglo XII), lo data en 1107.

### Inglaterra
- Chronicon ex Chronica (1118)
- Crónica de Peterborough (1154)
- Chronica Majora, de Mateo de París (1247)

### Gales
- Brut y Tywysogion, o Crónica de los Príncipes.

### España
- Anales toledanos I (c. 1219)

El Rey D. Alfonso, fillo del Conde D. Raymondo e de Doña Urraca, filla del Rey D. Alfonso, nascio primer dia de Marcio. E antes de su natividad apareció en el Cielo una Estrella cuentada, e duro asi por XXX dias, que non se tollio, Era MCXLIV.